# Miguel Robitzky
Miguel Noël Robitzky (* 21. April 1997 in Aschaffenburg) ist ein deutscher Karikaturist, Autor, Podcaster und Puppenspieler. Als Comedyautor schreibt er für das ZDF Magazin Royale, wo er zudem regelmäßig auftritt.

## Beruflicher Werdegang
Robitzky wuchs in Aschaffenburg-Schweinheim auf. Er begann mit 16 Jahren erste Arbeiten zu veröffentlichen. Er zeichnete und animierte für den Musikproduzenten Psaiko.Dino Snippet-Videos zu dessen Album #hangster, zeichnete Karikaturen für DWDL.de, Vice und die Satiremagazine Titanic sowie Eulenspiegel. Als Puppenspieler war er für Frag doch mal die Maus, die KIKA-Sendung Jan & Henry, die Sesamstraße und Die Wiwaldi Show tätig. Er arbeitete 2016 als Redaktionsassistent für die ProSieben-Show Circus HalliGalli.
Für die ZDFneo-Sendung Neo Magazin Royale arbeitete Robitzky bis 2019 als freier Autor in Köln. Ebenso zeichnete und sprach er dort den Geist von Helmut Kohl und war vor der Kamera als Moderator der Rubrik Neolino zu sehen. Des Weiteren schrieb er als Autor für NEON und die WDR-Sendung Kroymann.
Im Januar 2020 zeigte die bildundtonfabrik im Rahmen des Kölner Designfestivals PASSAGEN in ihren Räumlichkeiten Robitzkys Ausstellung Beruflich ganz nett, die sich mit der Trennung von Künstler und Werk beschäftigte.
In dem als Nachfolgesendung des Neo Magazin Royale initiierten ZDF Magazin Royale ist er seit 2020 fester Bestandteil des Autorenteams und erscheint regelmäßig in Einspielern der Show. Zusammen mit Jan Böhmermann war er Ideengeber für den Animationsfilm Das Grundgesetz der Tiere, welcher als Sondersendung des ZDF Magazin Royales im Januar 2024 ausgestrahlt wurde. Robitzky übernahm dabei u. a. das Design der Charaktere und die Synchronisation des Schmutzgeiers Walter. Der Film wurde für den Grimme-Preis 2025 in der Kategorie Fiktion nominiert.
Gemeinsam mit Carolin Worbs moderiert er beim NDR den Podcast too many tabs.

## Werke
- Skizzenbuch 2020. Edition Klara, 2021.
- Mein Leben unter Ludwig II. Memoiren eines Leibreitpferdes. Eine Graphic Novel. Rowohlt, Hamburg 2021, ISBN 978-3-499-00490-2.